# Corispermum aralocaspicum
Corispermum aralocaspicum är en amarantväxtart som beskrevs av Modest Mikhaĭlovich Iljin. Corispermum aralocaspicum ingår i släktet lusfrön, och familjen amarantväxter. Utöver nominatformen finns också underarten C. a. caucasicum.